# Alba Mancebo
Alba Mancebo   (Cambeda, Vimianzo, 1993) Alba Mancebo Soto és una periodista i presentadora de televisió gallega.

## Biografia
Es va llicenciar en periodisme a la Universitat de Santiago de Compostel·la, després de fer un curs a la Universitat de Tours.
Va treballar durant un any a Radio Galega col·laborant en els informatius i A tarde. El 2017 es va traslladar al departament de Continguts Web de TVG. Va participar en A Revista, parlant dels continguts de la xarxa. El 2018 va crear la secció #instaGal per promocionar la llengua a través de l'Instagram de @TVGalicia. Va ser nomenada cap del Servei del Departament d'Extensió Audiovisual de la CRTVG.
El 2020 fou la presentadora del programa Os Castros, de TVG. Fou conductora del programa Fogos do Apóstolo 2022 amb Noelia Rey i Arturo Fernández. També amb Arturo Fernández va presentar Eventos G de TVG el 2022.
Va participar en Ciències de la Comunicació (USC) en el curs "Escriptura per a xarxes socials" aportant la seva experiència. Fou pregonera de l'Asalto ao Castelo de Vimianzo el 2019. El 2023 fou una de les presentadores de la 21a edició dels Premis Mestre Mateo a Ourense.
És germana del també periodista Alberto Mancebo.

## Premis
- 2019: Premi CIRCOM al millor comunicador jove (Young Onscreen Talent) atorgat per aquest organisme que agrupa les televisions regionals europees.[9]
- 2020: Finalista als Premis Mestre Mateo a la secció Millor Comunicador de Televisió.